# Comuna Vorvulînți, Zalișciîkî
Vorvulînți (în ucraineană Ворвулинці) este o comună în raionul Zalișciîkî, regiunea Ternopil, Ucraina, formată din satele Hînkivți și Vorvulînți (reședința).

## Demografie
Componența lingvistică a comunei Vorvulînți
     Ucraineană (99,72%)
     Alte limbi (0,28%)
Conform recensământului din 2001, majoritatea populației comunei Vorvulînți era vorbitoare de ucraineană (99,72%), existând în minoritate și vorbitori de alte limbi.